# Інститут Брукінгса
Брукінґський інститут (англ. Brookings Institution) — національний інститут передових досліджень США. Поєднує академічні та громадські стратегії. Веде дослідження в галузі економіки, політики, законодавчої сфери та «третього сектора». Видає журнал накладом 12000 примірників. Відстежує ситуацію і розвиток Think Tanks у світі.
Брукінгс має п'ять дослідницьких програм у своєму Вашингтонському кампусі: економічні дослідження, зовнішньої політики, навчання, світова економіка та розвиток, та митрополитська політика. Він також встановив та керує трьома міжнародними центрами, які базуються в Дохи, Катарі (Брукінгс Доха, а також з 2021 року, Рада Близького Сходу з питань глобальних справ або MECGA); Пекін, Китай (Брукінгс-Цинхуа Центр публічної політики, та з 2020 року, Брукінгс-Цинхуа Китайський офіс в університеті Цинхуа); та Нью-Делі, Індія (Брукінгс Індія, а з 2020 року Центр соціально-економічного прогресу або CSEP).
З 2008 року Брукінгс названо «Кращим аналітичним центром року» та «Кращим аналітичним центром у світі» у звіті про глобальний індекс аналітичних центрів Пенсільванії. The Economist описує Брукінгса як «можливо, найпрестижніший аналітичний центр Америки».
У жовтні 2017 року колишній генерал Джон Р. Аллен став восьмим президентом Брукінгса. 12 червня 2022 року Аллен подав у відставку на тлі розслідування ФБР щодо іноземного лобізму.

## Співробітники
- Фіона Гілл[16]
- Стівен Пайфер